# Andrés Ruiz López
Andrés Ruiz López (Sevilla, 1928 - Murcia, 19 de agosto de 2009) fue un dramaturgo español, Premio Nacional de Teatro Calderón de la Barca.

## Biografía
Pasó en Madrid la mayor parte de su vida, con excepción de veinte años que vivió exiliado en Suiza. Autor de más de una treintena de obras, sus trabajos, de contenido social, fueron representados y aplaudidos en Suiza, EE. UU., URSS y Cuba. Televisión Española estrenó Vidas en blanco, con María José Afonso, Alicia Hermida y Germán Cobos. Tres de sus dramas están traducidas al francés y fue premiado en Ginebra.

## Obras
- Tragedia en azul (1950)
- Memoria de aquella guerra (1956)
- Retablo de la sangre enterrada (1958)
- Retablo de la desesperanza (1958)
- ¿Por qué Abel matará a Caín? (1969)
- Requiem por mi infancia (1970)
- Golpes bajos (1971)
- Vidas en blanco
- Ocaña, fuego infinito, sobre José Pérez Ocaña, el artista-travesti de la Movida

## Premios
- Mención en el Festival Internacional de Moscú
- Premio Nacional de Teatro Calderón de la Barca (1986)